# スピン偏極
スピン偏極（Spin polarization, スピン分極とも言う）とは、スピンが空間的に偏極される（ある特定の方向に偏る）ことを言い、以下のような例がある。
1. 金属において、磁性を持った不純物（のイオン）のもつ局在したスピンにより、金属中の伝導電子が偏極させられる。s-d交換相互作用やs-f交換相互作用が関わる。
2. クロムは、そのスピンの構造が特殊で、正弦波スピン構造（スピン密度波の一種とも言える）をなす。これもスピンの偏極の一例である。
3. その他にも、RKKY相互作用や、スピンの偏極した中性子線（粒子線）など、多数のスピン偏極した（或いはスピン偏極が関係した）状況が存在する。